# Joan Veny
Joan Veny i Clar, född 22 augusti 1932 i Campos på Mallorca, är en spansk (balearisk) lingvist och filolog. Han räknas som en av de mest framstående inom sitt fack i de katalanska länderna.

## Biografi
Joan Veny är pensionerad universitetslärare i katalansk filologi vid Barcelonas universitet. Dessförinnan studerade han vid universitetet samt vid universiteten i belgiska Leuven och franska Poitiers. Han disputerade 1956 i romansk filologi på avhandlingen Paralelismos léxicos en los dialectos catalanes (spanska för 'Lexikala parallellismer hos katalanska dialekter'), som 1960 kom ut som bok.
Venys forskning på området dialektologi räknas bland den viktigaste kring det katalanska språket. 1978 publicerade han Els parlars catalans ('De katalanska målen'), där han presenterade sin analys av variationen hos de olika katalanska dialekterna. Samma år valdes han in som medlem i Institut d'Estudis Catalans, Kataloniens centrala språkorgan.
Veny har dessutom ägnat sig åt att publicera texter om katalanskans historia, med särskild tonvikt på etymologin. Han har skrivit en mängd artiklar omkring katalansk lingvistik, bland annat kring de mallorkinska dialekterna och occitansk påverkan på nordkatalanskan.
Joan Veny leder arbetet med att producera Atles lingüístic del domini català ('Atlas över det katalanska språkområdet'). Projektet, som drivs av Institut d'Estudis Catalans, kretsar inte minst kring den dialektala spridningen. Sedan starten 1998 har hittills (2015) nio volymer getts av atlasen, vilken numera även är nåbar via Internet. Veny är också en aktiv redaktionsmedlem i arbetet med den franskproducerade Atlas linguistique roman.
1997 fick Joan Veny motta kulturpriset Creu de Sant Jordi, och 2008 blev han hedersdoktor vid Valencias universitet. Grundskolan i hans födelsestad Campos på södra delen av Mallorca bär numera hans namn.

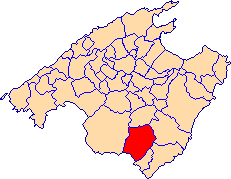
Joan Veny är från Campos, en småstad på södra delen av Mallorca.